# 社會心理
社會心理是指个人的心理會受到周围所處的社会环境的影響。 

## 介绍
人们可能没有完全意识到他们的心理和情感健康与环境之间的关系。这是心理学家爱利克·埃里克森在描述社会心理发展阶段时最先使用的。美国社会工作的先驱玛丽·里士满（Mary Richmond）认为，诊断过程中因果之间存在线性关系。 1941年，戈登·汉密尔顿（Gordon Hamilton）将1917年的“社会诊断”概念更名为“心理社会研究”。霍利斯在1964年进一步发展了社会心理研究，重点是治疗模型。与此形成鲜明对比的是，各种社会心理学试图解释个体内部的社会模式。在一个人的社会心理功能中出现的问题可以称为“心理社会功能障碍”或“心理社会病态”。这是指心理社会自我缺乏发展或多样化的萎缩，通常与其他可能是自然的，身体的，情感的或认知的功能障碍同时发生。阿道夫·迈耶（Adolf Meyer）在1800年代后期指出：“如果不了解该人在环境中的运作方式，我们将无法理解其精神疾病的个人表现，以及（和）持久性因素”，社会心理评估源于这一想法。
該領域的學術團體將對為跨學科/跨學科研究領域的發展做出貢獻感興趣的研究人員，學者和實踐者聚集在一起。有諸如跨文化社會心理組織（聯合國難民事務高階專員），社會心理研究協會等組織。

## 社会心理评估与干预
社會心理評估考慮了與心理，生物學和社會功能以及支援的可用性相關的幾個關鍵領域。這是由於動態互動的引入而引起的一種系統的研究;這是一個持續進行的過程，貫穿整個治療過程，其特徵是因果關係/因果關係的迴圈性。在評估中，臨床醫生/衛生保健專業人員確定了與客戶的問題，盤點了可用於處理問題的資源，並考慮了從資料收集形成的有根據的假設中解決問題的方法。該假設本質上是暫定的，並根據新獲得的資料進行了消除，細化或重建的過程。
评估有五个内部步骤：
1. 提出问题的数据（相关和最新）。
2. 将收集的事实与相关理论进行整合。
3. 提出一个假设（案例理论），使提出的问题更加清晰。
4. 通过探索问题来证实假设：客户的生活史，病因，性格，环境，污名等。
5. 进一步整合在治疗期间发现的新事实，并准备一份心理社会报告以进行心理社会干预。

评估包括精神，心理和社会功能，对个人和他人造成的风险，因合并症而需要解决的问题，包括家庭或其他照顾者在内的个人情况。其他因素是该人的住房，财务和职业状况以及身体需求。 评估进行分类时，尤其包括客户的生活史，包括生活状况和财务状况的数据收集，社会历史和支持，家庭史，应对技巧，宗教/文化因素，系统性问题或虐待造成的创伤以及法医学因素（评估客户对法律文件的意识，替代决策，授权书和同意）。内容包括：对心理和精神力量的资源评估；药物滥用；应对机制，风格和方式（个人，家庭，工作场所和社会支持系统的使用）；睡眠模式问题的需求和影响等先进的临床医生将个人体重计，电池和测试仪器纳入评估。 1980年代末期，汉斯·艾森克（Hans Eysenck）在《心理研究》一书中对当时的评估方法提出了争议，并让其进行了全面的生物-心理-社会评估。这种理论模型将行为视为生物因素，心理问题和社会环境的函数。合格的医疗保健专业人员将进行这些评估的生理部分。生物学的重点是通过在精神疾病是身体因素的领域中这些学科的相互作用，与客户一起，与客户一起扩展方法领域，就像身体状况具有精神成分一样。同样，情感既是心理上的，也是身体上的。
临床医生对服务对象情况的理解和判断，以及通过对每个病例的理论评估，可以预测干预措施。因此，良好的社会心理评估会导致良好的社会心理干预，旨在通过解决影响心理疾病和/或社会问题（例如，人际关系，工作或学校问题）的投诉，并改善与之相关的功能个人。例如，针对患有精神障碍的老年患者的心理社会干预可能包括心理治疗和转诊给精神病医生，同时也满足照顾者的需求，以减轻整个家庭系统的压力，以此作为改善患者服务质量的一种方法。生活。 在医学模型中，对社会心理疾病的治疗通常只涉及使用药物和谈话疗法。 

## 社会心理适应和支持
心理社会适应是一个人为了在人与环境的一致性中达到良好适应而经历的过程，称为适应，以智慧为导向的活动状态和社会心理平衡。 心理社会支持是指支持者为一个人提供心理和社会资源，旨在使接收者有能力应对所面临的问题。 社会关系中促进健康和福祉的同心异体原则使个人能够帮助绝症，灾难，战争，灾难或暴力的受害者，以增强社区和个人的应变能力。它旨在减轻正常人的恢复生活，促进受影响的人们参与康复，并防止潜在的创伤情况带来的病理后果。这可能会以信息和工具支持的形式扩展。